# Thorsten Kornblum
Thorsten Kornblum (* 1982 in Lingen (Ems)) ist ein deutscher Jurist und Politiker (SPD). Er ist seit dem 1. November 2021 Oberbürgermeister der Stadt Braunschweig.

## Herkunft und Ausbildung
Kornblum wuchs im emsländischen Bawinkel auf. Nach dem Abitur am Gymnasium Marianum (Meppen) im Jahre 2001 und dem Zivildienst studierte er ab 2002 Rechtswissenschaften an der Universität Münster. Nach der ersten Staatsprüfung im Jahre 2006 absolvierte er ein Aufbaustudium in Steuerwissenschaften, das er 2009 als Master of Laws abschloss. Während seines Referendariats wurde er im Jahre 2010 promoviert. 2011 bestand er die zweite Staatsprüfung und trat als Regierungsrat in die Finanzverwaltung des Landes Niedersachsen ein. 2013 ging Kornblum nach Hannover und wurde persönlicher Referent des niedersächsischen Innenministers Boris Pistorius. 2014 wurde er Referatsleiter im Niedersächsischen Ministerium für Inneres und Sport, 2015 Leiter des Ministerbüros. Von 2020 bis zu seiner Vereidigung als Oberbürgermeister war Kornblum Personal-, Digitalisierungs-, Rechts- und Ordnungsdezernent der Stadt Braunschweig.

## Politik
Thorsten Kornblum trat 1999 der SPD bei. Ab 2004 engagierte er sich kommunalpolitisch in der Bezirksvertretung Münster-West. Von 2009 bis 2013 gehörte er dem Rat der Stadt Münster an.
Bei den Kommunalwahlen in Niedersachsen 2021 wurde Kornblum als Nachfolger von Ulrich Markurth zum Oberbürgermeister von Braunschweig gewählt. In der Stichwahl setzte er sich gegen den CDU-Kandidaten Kaspar Haller durch.
Seit dem 13. Mai 2023 ist Kornblum Vorsitzender des SPD-Bezirks Braunschweig und folgte damit auf Hubertus Heil. Am 10. Juni 2023 wurde er zum Vorsitzenden der Sozialdemokratischen Gemeinschaft für Kommunalpolitik (Bundes-SGK) gewählt. Seit Juni 2025 ist er Mitglied des SPD-Parteivorstands.

## Schriften
- Rechtsschutz gegen geheimdienstliche Aktivitäten. zugl. Diss. Münster 2009, Berlin : Duncker & Humblot 2011

## Privates
Kornblum ist verheiratet und hat drei Kinder.